# Verichip
VeriChip fue el primer implante a humanos aprobado por la Food & Drug Administration de los EE. UU. en 2004. Se trató de un nano-chip con informaciones relativas a su portador humano, que le han sido grabadas, y que pueden recuperarse por un sistema de identificación por radiofrecuencia (RFID). Se comercializaba por la Corporación VeriChip, una subsidiaria de Applied Digital Solutions.
Con un tamaño aproximadamente el doble de la longitud de un grano de arroz, el dispositivo se implanta normalmente por encima de la zona de los tríceps de una persona. Una vez escaneado usando la frecuencia correcta, el VeriChip responde con un número único de 16 dígitos, que puede ser vinculado con información sobre el usuario, y almacenada en una base de datos para verificación de identidad, acceso a los registros médicos y otros usos. El procedimiento de inserción se realiza bajo anestesia local en la consulta de un médico y una vez insertado, es invisible a simple vista. Implantado como un dispositivo utilizado para la identificación por parte de un tercero, ha generado controversia y debate.
Destron, una subsidiaria de Applied Digital Solutions, ha desarrollado inicialmente la tecnología para el VeriChip, su almacenamiento de datos, y su recuperación.
A principios de 2007, VeriChip Corporation creó Xmark, su identidad corporativa para productos sanitarios. En ella se hallan: Abrazos Xmark, que incorpora el sistema de Halo para la protección infantil; RoamAlert, el sistema de protección de la deambulación (localizar o ubicar geográficamente a personas); MyCall, el sistema de respuesta de emergencia; Assetrac, para el sistema de seguimiento de individuos.
En 2010 fue retirado del mercado por su poca aceptación y ventas, quedando la posibilidad de que se aplique su tecnología en nuevos productos y aplicaciones, como los comercializados por Destron Fearing para su uso en animales.

## Controversia

### Privacidad
Defensores de la privacidad han protestado por las aplicaciones espurias que puedan darse a VeriChip, advirtiendo de los posibles abusos y la denuncia de estos tipos de dispositivos de RFID como "spychips" o "psichips", y que la utilización por los gobiernos podría llevar a un aumento de la pérdida de las libertades civiles, ya que se presta muy fácilmente a abusos. Uno de estos casos de abuso estaría en el microchip de doble uso como un dispositivo de localización. Estas preocupaciones están justificadas en los Estados Unidos, cuando el programa de la CIA COINTELPRO se reveló era usado para tener un seguimiento de personas con actividades de alto perfil político, y/o activista disidente. Existe también la posibilidad de que el chip de información se halle a disposición no solo de los distintos gobiernos, sino que las empresas privadas tengan acceso a él, lo que permite a los empleadores obtener información muy personal sobre los empleados, presentes o futuros. Además, los defensores de la privacidad afirman que la información contenida en este chip podría ser robada, lo que sería correr el riesgo de robo de identidad. VeriChip afirma que los implantables a seres humanos solo contienen un microchip de 16 dígitos como único identificador electrónico, y ese número único se usa solo para fines tales como el acceso a información médica personal en una base de datos protegida por contraseña, o evaluar si alguien tiene autoridad para entrar en una zona de alta seguridad. A pesar de que la compañía que fabrica VeriChip alega que no contiene ninguna otra información más allá de este único número de 16 dígitos, no hay duda de que podría ser escaneado y se utilizaría para ingresar a una base de datos.

### Seguridad
Cualquier persona que posea un lector de VeriChip puede leer los 16 números humanos que contiene el microchip implantado RFID; los datos no están cifrados, y VeriChip no tiene prevista la función de autorizar solo a ciertas personas o entidades a leerlo, lo cual parece normal, pues para usos en urgencias médicas lo correcto es que no lleve codificación de protección alguna, para permitir su uso inmediato en una emergencia, si el portador se halla desmayado o malherido. Un microchip RFID pasivo, que solo contenga un único identificador de 16 dígitos, debe poder ser leído por un lector de VeriChip que se acerque al lugar dónde este insertado el chip. Los defensores de la privacidad argumentan que en lugar de usarse el sistema de implante inamovible, podría usarse (como ejemplo) la inserción en la pulsera de un reloj, que en cualquier caso puede ser quitado, a voluntad del usuario.
VeriChip asegura que a base de datos asociada con el dispositivo que actualmente se emplea solo contiene información relacionada con la salud, sin información financiera o número de seguridad social almacenados en él. Y que la información es conocida y aprobada por el implantado.
Precisamente porque es técnicamente posible extraer la información de tal implante, el chip contiene solo un número de 16 dígitos anodino y aleatorio. Para acceder al registro personal de la salud asociado a su portador, se debe poseer una clave o contraseña de seguridad para el inicio de sesión, que se proporciona únicamente a las instalaciones médicas, y además hay un registro que señala cada vez que se accede al VeriChip y a los registros del implantado.
Una demostración del implante de un VeriChip fue realizada en enero de 2006; instrucciones para clonar VeriChips se pueden hallar en la red.

### Riesgos para la salud
Según Wired News On-line, y la Associated Press, han surgido artículos de investigación en los últimos diez años, en los que se encuentra una conexión entre el implante de chips y la posible aparición de un cáncer. Cuando a cobayos (ratones) les fueron inyectadas cápsulas de vidrio que contenían transpondedores RFID, como los desarrollados por VeriChip, se observó que "aparecía un desarrollo maligno, de crecimiento rápido y letal de cáncer, hasta en un 1% al 10% de los casos" en el lugar en que el microchip se inyecta o al que había emigrado. Sin embargo, dicen que el 10% se obtuvo con 'hemizygous', ratones con deficiencia de p53, la equivalencia de las personas que presentan el síndrome de Li-Fraumeni, y que las tasas de cerca de 1% son más típicas. El fabricante de VeriChip respondió a este informe, que provocó una caída del 40 % de su valor en Bolsa, al afirmar que de los roedores se proporcionaron también datos a la FDA, pero no guardan relación con el implante en humanos o animales domésticos; esto es fácilmente demostrable, pues son millones los gatos y perros que, obligatoriamente por Ley en muchos países, no pueden venderse sin tener implantado un microchip de identificación, y no por ello desarrollan cáncer. Como lo demuestra la publicación de solo dos casos aislados de cáncer detectados de la gran cantidad de perros y gatos sometidos al implante de chips. Inducción de sarcomas por introducción de cuerpos extraños ha sido reportado en humanos, y se ha descrito como similar a lo que ocurre con los roedores y los cuerpos extraños implantados, asociado a los sarcomas, pero rara vez ocurren. La aclaración a esta cuestión puede verse obstaculizada por el largo retraso en la aparición de efectos raros, como ya ha ocurrido en el caso de controversias con respecto a otros objetos extraños, como la acaecida con los implantes mamarios, o el riesgo de no profesionales al exponerse al amianto.